# Hugo Urruti
Hugo Urruti (Rosario, Argentina, 1 de abril de 1990) es un futbolista argentino. Juega como Defensa y actualmente milita en el Club Atlético Belgrano de Arequito de la Liga Casildense de Fútbol.

## Clubes
| Club                               | País      | Año             |
| ---------------------------------- | --------- | --------------- |
| Tiro Federal                       | Argentina | 2006 - 2010     |
| Racing de Córdoba                  | Argentina | 2010 - 2011     |
| Ñublense                           | Chile     | 2012 - 2013     |
| Club Atlético Belgrano de Arequito | Argentina | 2013 - Presente |